# وودلی، بارکشر
latitudeوودلی، بارکشرlongitudeوودلی، بارکشر
وودلی، بارکشر (به انگلیسی: Woodley, Berkshire) یک منطقهٔ مسکونی در انگلستان است که در جنوب شرقی انگلستان واقع شده‌است.

## خصوصیات
وودلی ۳۵٬۴۷۰ نفر جمعیت دارد.